# Ubuntu Studio
Ubuntu Studio to oficjalna odmiana dystrybucji Ubuntu, przeznaczona specjalnie do zastosowań multimedialnych. Pierwsza wersja Ubuntu Studio została zaprezentowana 10 maja 2007. 

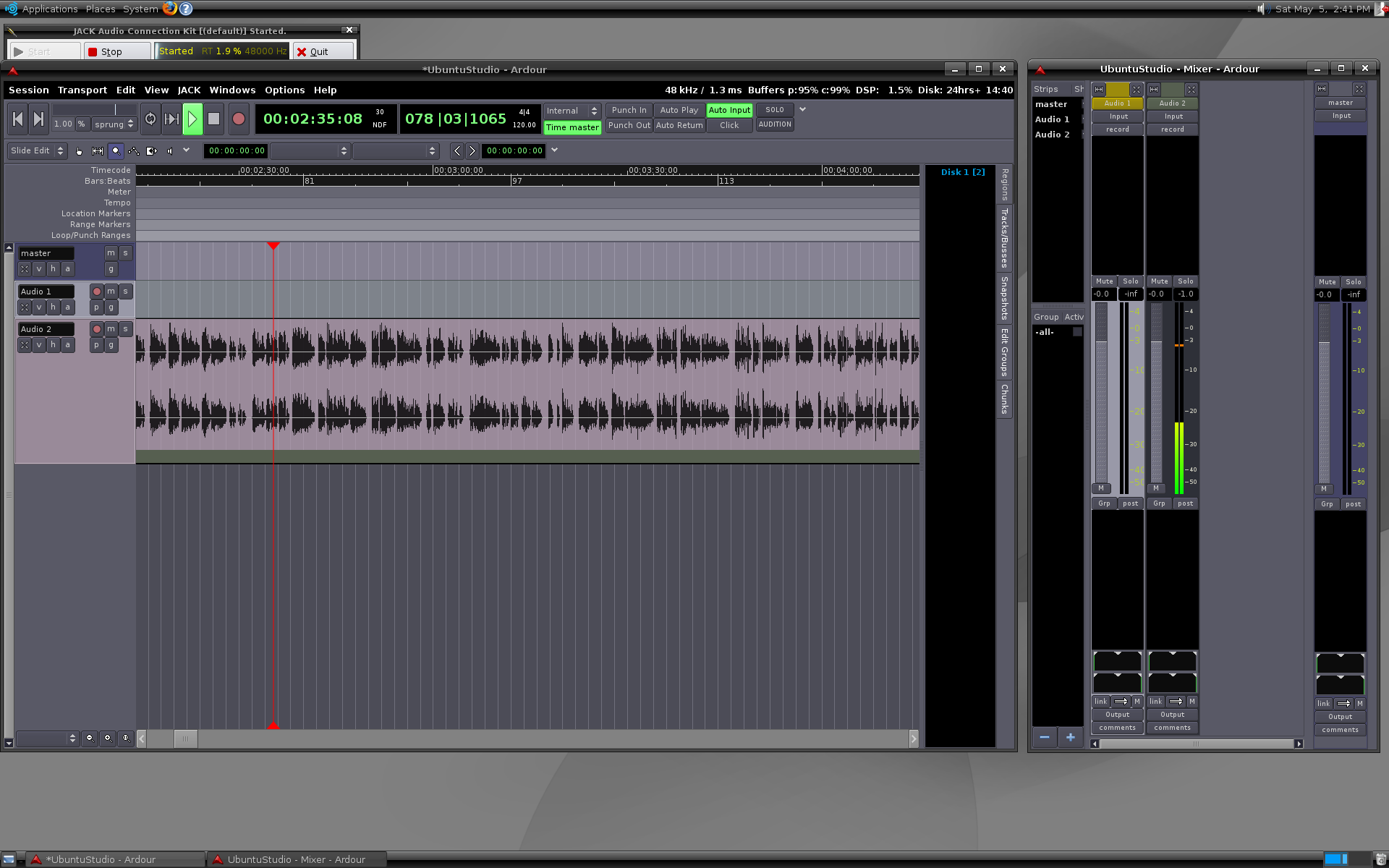
Program Ardour uruchomiony w Ubuntu Studio

## Jądro
Jądro w dystrybucji Ubuntu Studio zostało zmodyfikowane w celu uzyskania jak najmniejszych opóźnień w działaniu, co znacznie polepsza możliwości generowania dźwięku.

## Instalacja
Instalator Ubuntu Studio różni się od typowych instalatorów używanych w dystrybucjach Ubuntu. Instalacja przeprowadzana jest w trybie tekstowym. Ponadto wymagane jest instalowanie z płyty DVD, zamiast zazwyczaj używanej w dystrybucjach Ubuntu płyty CD. Nie można zamówić darmowych płyt z systemem do domu. Dostępne są jedynie obrazy płyt na stronie producenta i oficjalnej stronie tej dystrybucji.

## Oprogramowanie
Programy zawarte standardowo w Ubuntu Studio to m.in.:

### Dźwięk
- Ardour
- Audacity
- Hydrogen
- JACK
- JAMin
- LilyPond
- Mixxx
- MusE
- Rosegarden
- TiMidity++
- Wired

### Wideo
- CinePaint
- PiTiVi
- Kino
- Stopmotion
- Cinelerra

### Grafika
- Agave
- Blender
- Enblend
- FontForge
- GIMP
- Inkscape
- Krita
- Scribus
- Synfig